# Mohinder Lal
Mohinder Lal (* 1. Juni 1936 in Sharanpur, Nashik; † 1. Juli 2004 in Spanien) war ein indischer Hockeyspieler. Er gewann mit der indischen Hockeynationalmannschaft bei Olympischen Spielen je eine Gold- und Silbermedaille.

## Karriere
Mohinder Lal war als Außenläufer bei zwei Olympischen Spielen Stammspieler. 1960 in Rom gewannen die Inder ihre ersten fünf Spiele, unterlagen aber im Finale der pakistanischen Mannschaft mit 1:0. Dies war nach sechs Olympiasiegen in Folge die erste Niederlage für die indische Mannschaft. Vier Jahre später standen sich im Finale bei den Olympischen Spielen in Tokio erneut Indien und Pakistan gegenüber, diesmal siegten die Inder mit 1:0. Mohinder Lal erzielte im Turnierverlauf drei Treffer, darunter den einzigen im Finale. 1966 gewann die indische Mannschaft auch bei den Asienspielen in Bangkok den Titel.
Mohinder Lal arbeitete und spielte für die Indian Railways. Er wurde 1967 mit dem Arjuna Award ausgezeichnet.